# Barragem de Odeleite
A Barragem de Odeleite é uma barragem de enrocamento com cortina de impermeabilização em betão a montante, construída sobre a ribeira de Odeleite, no concelho de Castro Marim, Portugal.
A altura máxima acima da fundação é de 65 m. O coroamento tem 12 m de largura, o desenvolvimento 347 m e altura de 55 m. A capacidade total da albufeira é de 132 hm³ e a capacidade útil é de 113 hm³.
Está localizada no concelho de Castro Marim, numa secção da ribeira de Odeleite a montante da povoação com o mesmo nome, a sua bacia hidrográfica tem uma área de 352 km².
A barragem detém como órgãos principais uma Tomada de Água para rega e restituição do caudal mínimo ecológico, Descarregador de Cheias de superfície frontal, Descarga de Fundo, e um sistema de medição de nível na albufeira que actua sobre as comportas do descarregador.
A localização e a cota do coroamento da barragem, obrigaram ainda à construção de um dique numa portela na margem esquerda e a um aterro num vale na margem direita, integrado na variante à EN 122, agora IC 27, estrada que passa no coroamento
As barragens de Odeleite e do Beliche fornecem a água do aproveitamento hidráulico Odeleite-Beliche, destinado ao abastecimento às populações e ao regadio dos concelhos do Sotavento Algarvio.
Este aproveitamento hidráulico serve uma população estimada em 800.000 habitantes, dos quais 250.000 correspondentes à população residente e 550.000 correspondentes à população flutuante, e a rega de 8600 ha de solos agrícolas. O túnel Odeleite-Beliche garante a interligação e exploração conjunta das duas albufeiras.